# Championnat d'Angleterre de football 1955-1956
Navigation
Édition précédente Édition suivante
La 57e édition du championnat d'Angleterre de football est remportée par Manchester United. C'est la quatrième victoire en championnat du club de Manchester.
Manchester United termine avec onze points d’avance sur le deuxième Blackpool FC et sur le troisième Wolverhampton Wanderers.
Le système de promotion/relégation reste en place : descente et montée automatique, sans matchs de barrage pour les deux derniers de première division et les deux premiers de deuxième division. À la fin de la saison, Huddersfield Town et Sheffield United sont relégués en deuxième division. Ils sont remplacés la saison suivante par l'autre club de Sheffield, Sheffield Wednesday, et Leeds United.
Le meilleur buteur de cette saison est Nat Lofthouse, qui joue à Bolton Wanderers, avec 33 réalisations.

## Classement
|    | Équipe                  | Joués | Victoires | Nuls | Défaites | Buts pour | Buts contre | +/- | Points | Spectateurs |
| -- | ----------------------- | ----- | --------- | ---- | -------- | --------- | ----------- | --- | ------ | ----------- |
| 1  | Manchester United       | 42    | 25        | 10   | 7        | 83        | 51          | 32  | 60     | 39 254      |
| 2  | Blackpool FC            | 42    | 20        | 9    | 13       | 86        | 62          | 24  | 49     | 26 016      |
| 3  | Wolverhampton Wanderers | 42    | 20        | 9    | 13       | 89        | 65          | 24  | 49     | 35 185      |
| 4  | Manchester City         | 42    | 18        | 10   | 14       | 82        | 69          | 13  | 46     | 32 198      |
| 5  | Arsenal FC              | 42    | 18        | 10   | 14       | 60        | 61          | -1  | 46     | 42 034      |
| 6  | Birmingham City         | 42    | 18        | 9    | 15       | 75        | 57          | 18  | 45     | 33 683      |
| 7  | Burnley FC              | 42    | 18        | 8    | 16       | 64        | 54          | 10  | 44     | 23 397      |
| 8  | Bolton Wanderers        | 42    | 18        | 7    | 17       | 71        | 58          | 13  | 43     | 27 964      |
| 9  | Sunderland AFC          | 42    | 17        | 9    | 16       | 80        | 95          | -15 | 43     | 35 888      |
| 10 | Luton Town FC           | 42    | 17        | 8    | 17       | 66        | 64          | 2   | 42     | 21 455      |
| 11 | Newcastle United        | 42    | 17        | 7    | 18       | 85        | 70          | 15  | 41     | 37 666      |
| 12 | Portsmouth FC           | 42    | 16        | 9    | 17       | 78        | 85          | -7  | 41     | 26 260      |
| 13 | West Bromwich Albion    | 42    | 18        | 5    | 19       | 58        | 70          | -12 | 41     | 29 794      |
| 14 | Charlton Athletic       | 42    | 17        | 6    | 19       | 75        | 81          | -6  | 40     | 24 872      |
| 15 | Everton FC              | 42    | 15        | 10   | 17       | 55        | 69          | -14 | 40     | 42 768      |
| 16 | Chelsea FC              | 42    | 14        | 11   | 17       | 64        | 77          | -13 | 39     | 34 141      |
| 17 | Cardiff City            | 42    | 15        | 9    | 18       | 55        | 69          | -14 | 39     | 26 624      |
| 18 | Tottenham Hotspur       | 42    | 15        | 7    | 20       | 61        | 71          | -10 | 37     | 38 042      |
| 19 | Preston North End       | 42    | 14        | 8    | 20       | 73        | 72          | 1   | 36     | 24 657      |
| 20 | Aston Villa             | 42    | 11        | 13   | 18       | 52        | 69          | -17 | 35     | 29 826      |
| 21 | Huddersfield Town FC    | 42    | 14        | 7    | 21       | 54        | 83          | -29 | 35     | 20 024      |
| 22 | Sheffield United        | 42    | 12        | 9    | 21       | 63        | 77          | -14 | 33     | 23 581      |

## Meilleur buteur
Avec 33 buts, Nat Lofthouse, qui joue à Bolton, remporte son unique titre de meilleur buteur du championnat.